# Świniary Stare
Świniary Stare (do 31 grudnia 2000 roku Stare Świniary) – wieś w Polsce, położona w województwie świętokrzyskim, w powiecie sandomierskim, w gminie Łoniów.
W latach 1975–1998 miejscowość administracyjnie należała do województwa tarnobrzeskiego.

## Integralne części wsi
| SIMC    | Nazwa    | Rodzaj    |
| ------- | -------- | --------- |
| 0798162 | Kamień   | część wsi |
| 0798179 | Piaski   | część wsi |
| 0798185 | Stadła   | część wsi |
| 0798191 | Zagumnie | część wsi |

## Geografia
W XIX-wiecznych dobrach Świniary umiejscowione były cztery małe jeziora: Zadnie, Kamień, Żurawskie, Olesna, znane nam z oryginalnego opisu Ludwika Wolskiego z 1851 roku.